# Euscorpius candiota
Espèce
Synonymes
- Euscorpius carpathicus candiota Birula, 1903

Euscorpius candiota est une espèce de scorpions de la famille des Euscorpiidae.

## Distribution
Cette espèce est endémique de Crète en Grèce. Elle se rencontre vers Héraklion.

## Description
La femelle décrite par Fet, Soleglad, Parmakelis, Kotsakiozi et Stathi en 2013 mesure 39,15 mm.

## Systématique et taxinomie
Cette espèce a été décrite par Birula en 1903. Elle est placée en synonymie avec Euscorpius carpathicus par Penther en 1906. Elle est considérée comme une sous-espèce de Euscorpius carpathicus par Valle en 1975. Elle est élevée au rang d'espèce par Fet, Soleglad, Parmakelis, Kotsakiozi et Stathi en 2013.

## Étymologie
Son nom d'espèce lui a été donné en référence au lieu de sa découverte, Candie.

## Publication originale
- Birula, 1903 : Miscellanea scorpiologica V. Ein Beitrag zur Kenntnis der Scorpionenfauna der Insel Kreta. Annuaire du Musée Zoologique de l'Académie Impériale des Sciences de Saint-Pétersbourg, vol. 8, p. 295–299.